# روفوس دبليو. كوب
روفوس دبليو. كوب (بالإنجليزية: Rufus W. Cobb)‏ هو محامي وسياسي أمريكي، ولد في 25 فبراير 1829 في آشفيل في الولايات المتحدة، وتوفي في 26 نوفمبر 1913 في برمنغهام في الولايات المتحدة. حزبياً، نشط في الحزب الديمقراطي. وقد انتخب حاكم ألاباما ‏ (28 نوفمبر 1878 – 1 ديسمبر 1882).